# Lecanora septentrionalis
Lecanora septentrionalis är en lavart som beskrevs av H.Magn.. Lecanora septentrionalis ingår i släktet Lecanora, och familjen Lecanoraceae. Enligt den finländska rödlistan är arten nära hotad i Finland. Arten är reproducerande i Sverige. Artens livsmiljö är skogar.